# Pseudocephalus monstrosus
Pseudocephalus monstrosus là một loài bọ cánh cứng trong họ Cerambycidae.